# Gaasperpark
Het Gaasperpark is een park in Gaasperdam, stadsdeel Amsterdam-Zuidoost, aan de noordelijke oever van de Gaasperplas, een kunstmatige recreatieplas, ontstaan door zandwinning ten behoeve van de ophoging voor de bouw van Gaasperdam. Het Gaasperpark wordt beheerd door  Groengebied Amstelland en Recreatie Noord-Holland NV. Het behoort tot het Natuurnetwerk Nederland (NNN).
De aanleg van het park startte in 1977 voor de Floriade van 1982. Na afloop van de Floriade werden bijna alle toevoegingen verwijderd, zodat een eenvoudiger stadspark overbleef. Een kunstwerk bestaande uit zes stalen dozen bij de voormalige ingang staat er nog. In het gebouw van het vroegere planetarium, dat in 1988 naar Artis is verhuisd, werd een congrescentrum gevestigd. Aan de Gaasperplas bevinden zich een waterspeeltuin, een jachthaventje en meerdere ligweides. In het park bevindt zich ook een windmolen van het type Tjasker.
De Amsterdamse stadscamping 'Gaasper Camping' wordt door het park omringd. Aan de noordzijde van het Gaasperpark, bij de hoofdingang, bevindt zich het metrostation Gaasperplas. Aan de noordwestkant is het park sinds 2022 verbonden met het Brasapark dat op het dak van de Gaasperdammertunnel ligt.
Er zijn plannen om het park een 'grote opknapbeurt te geven'. Deze zullen wel rekening moeten houden met de status van natuurgebied (NNN), en de status van 'landelijk gebied', dat wil zeggen geen horeca, geen bouwconstructies. Het Gaasperpark is bedoeld voor lichte recreatie, voor natuur. Het Rijk wil verbetering en versterking van het NNN, ook in het NNN-gebied in stadsdeel Zuidoost, rond de Gaasperplas en bij De Hoge Dijk.

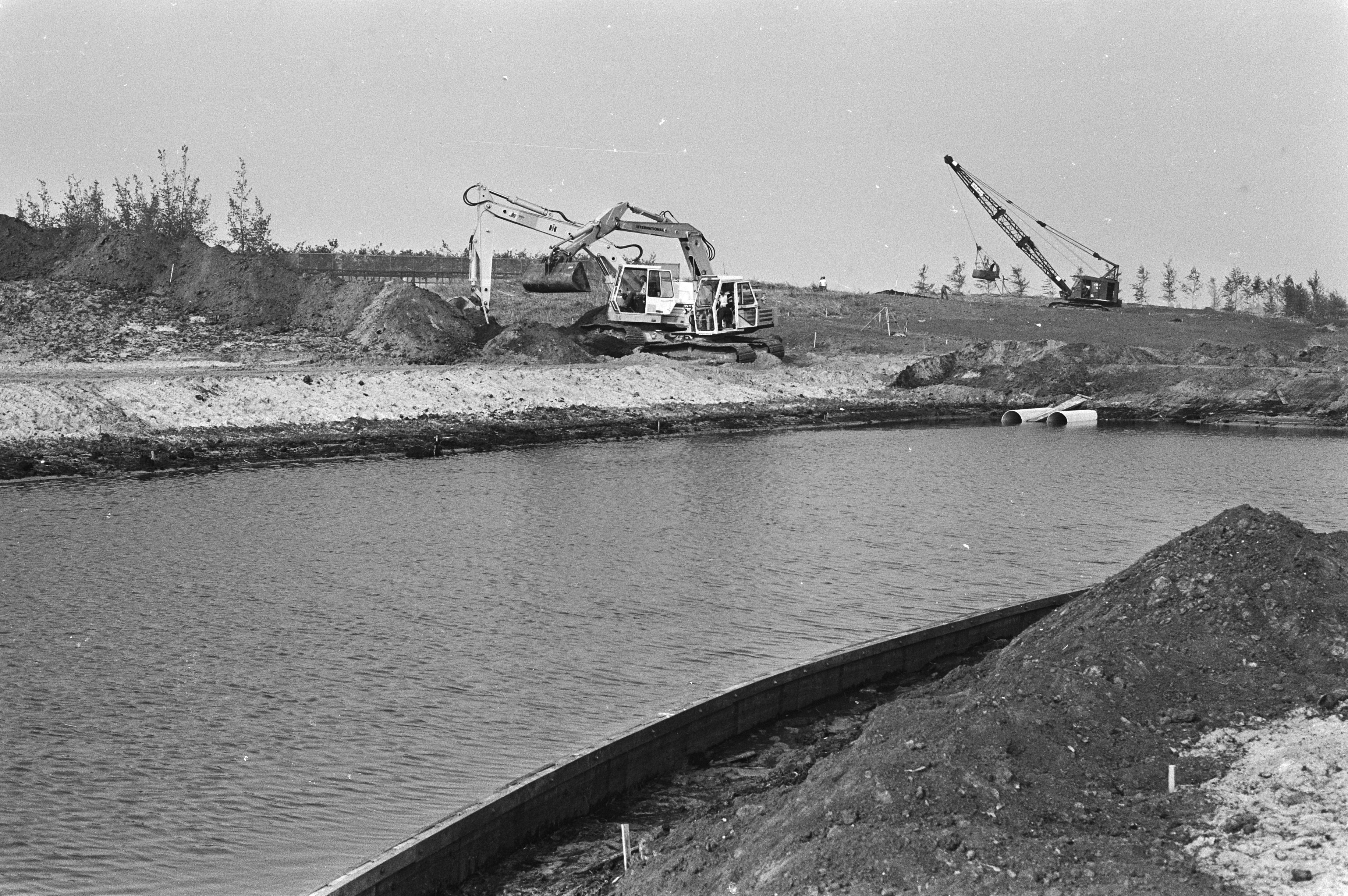
Aanleg Gaasperpark in 1979
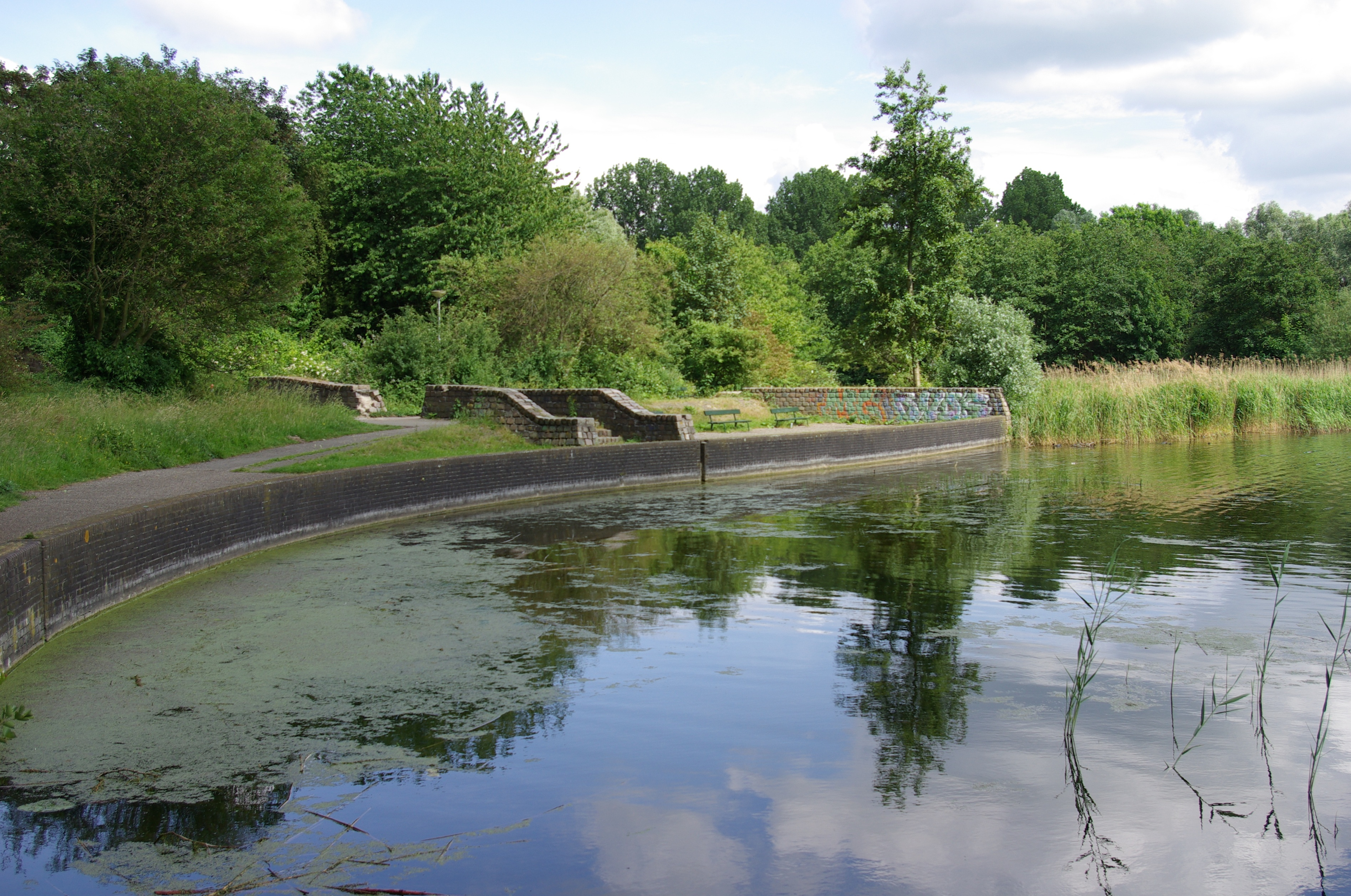
Oever van de Gaasperplas bij het Gaasperpark
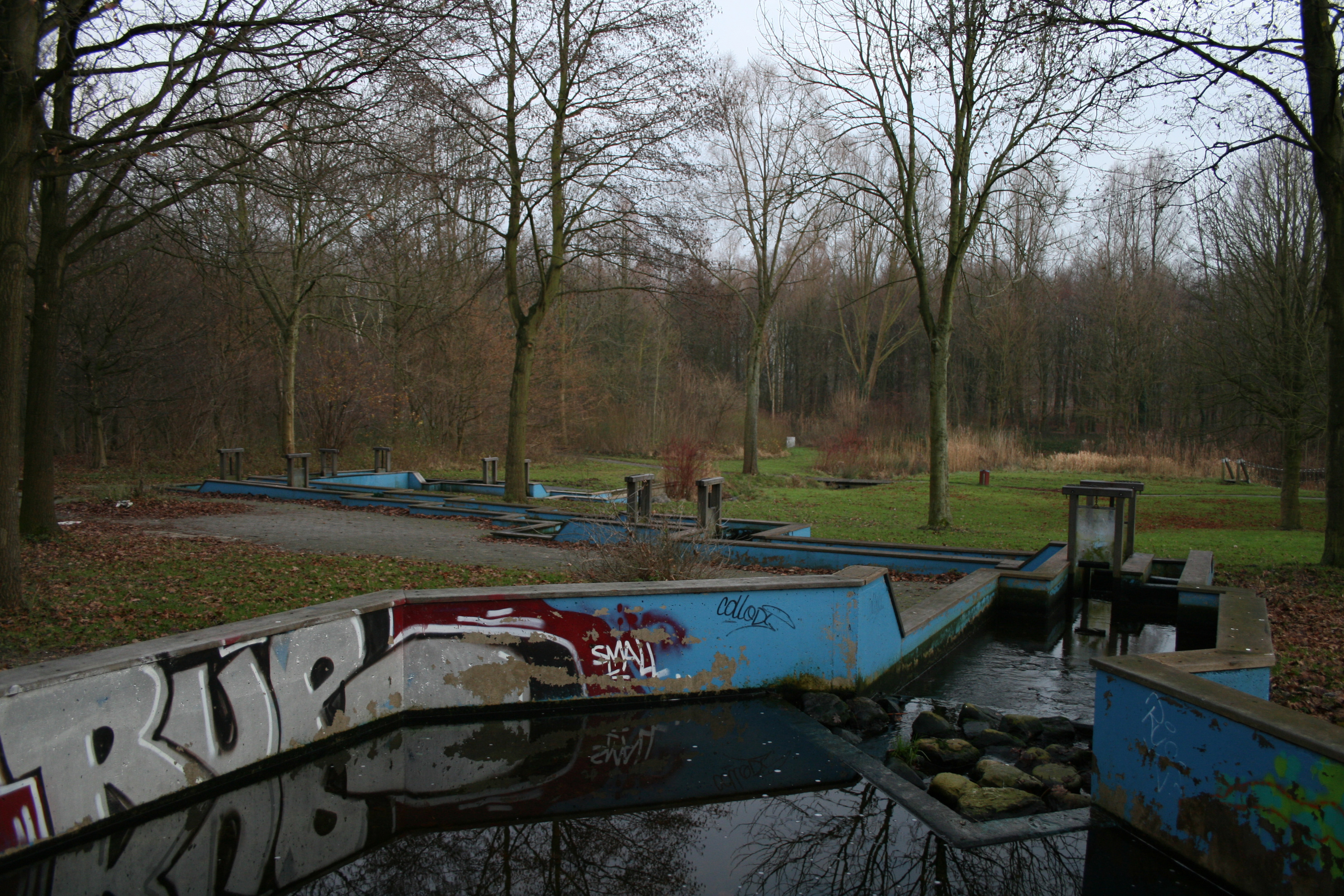
Waterspeelobject met sluizen in het Gaasperpark
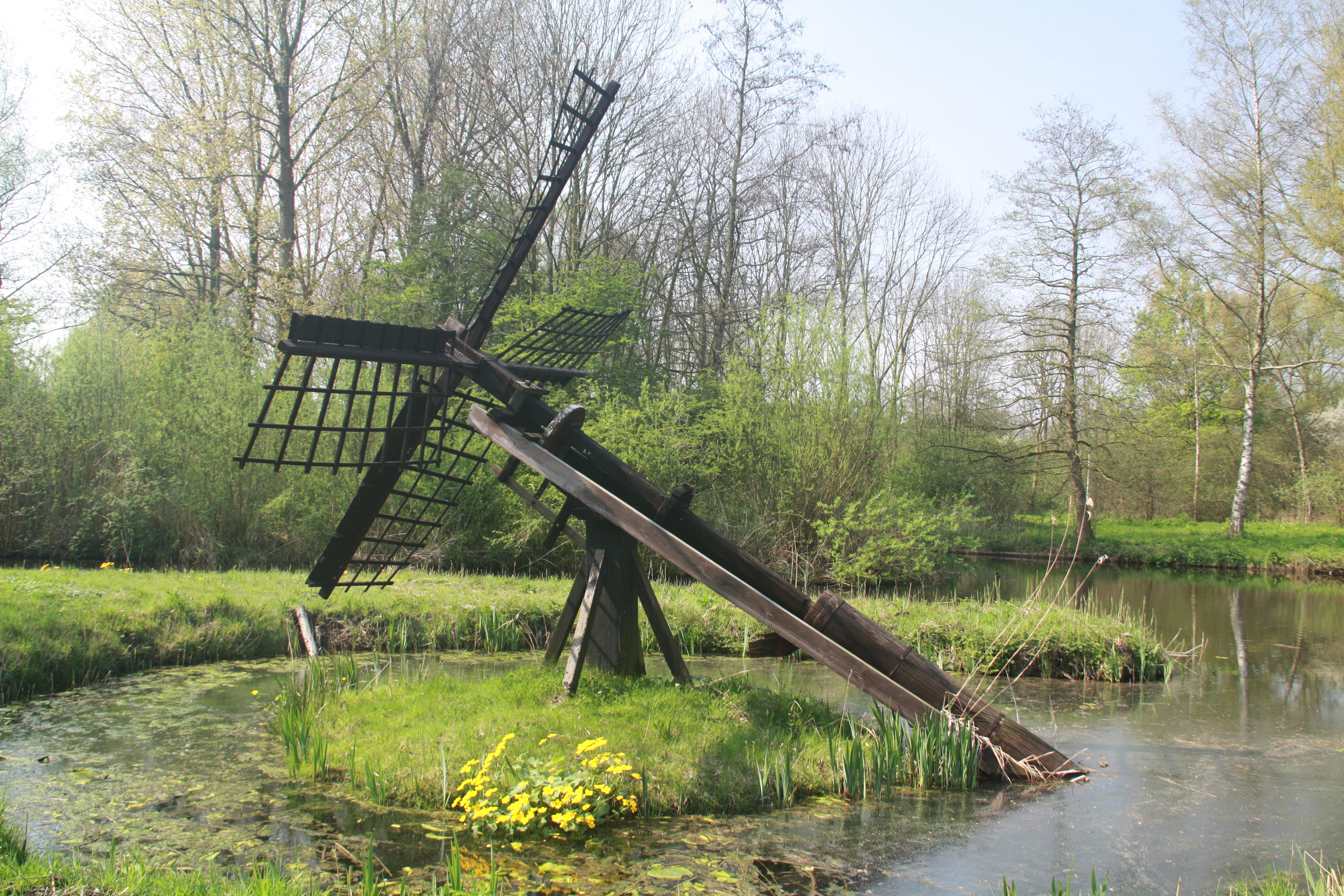
Tjasker Gaasperpark